# Hypodoxa incarnata
Hypodoxa incarnata là một loài bướm đêm trong họ Geometridae.